# Hans von Mangoldt (Ökonom)

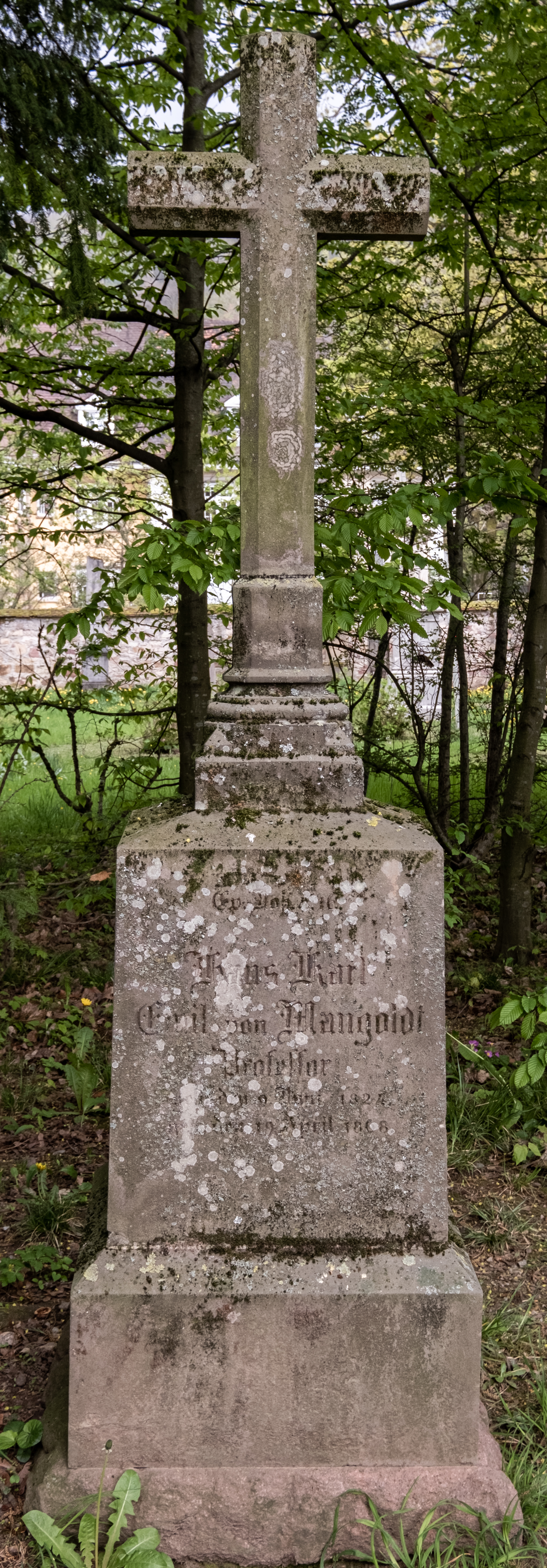
Grabstein auf dem Alten Friedhof in Freiburg

Hans Karl Emil von Mangoldt (* 9. Juni 1824 in Dresden, Königreich Sachsen; † 19. April 1868 in Wiesbaden, Hessen-Nassau) war ein deutscher Staats- und Wirtschaftswissenschaftler.

## Familie
Hans von Mangoldt entstammte dem alten osterländischen Adelsgeschlecht der von Mangoldt aus Poserna bei Weißenfels (Sachsen-Anhalt). Er war der Sohn des königlich sächsischen Appellationsgerichtspräsidenten Karl von Mangoldt (1795–1870) und dessen erster Ehefrau Emilie von Reiboldt (1798–1835).
Mangoldt heiratete am 11. Juni 1853 in Dresden Louise von Lengerke (1834–1920), die Tochter des Kaufmanns Friedrich von Lengerke und der Louise Kalisky. Das Paar hatte folgende Kinder:
- Hans (1854–1925), Mathematiker, königlich preußischer Geheimer Regierungsrat und Professor an der Technischen Hochschule Danzig
- Curt (1856–1920), Rechtsanwalt und Notar, Kgl. preuß. Justizrat
- Friedrich (1859–1909), Dr. med., Chirurg, Oberarzt
- Elisabeth (1862–1944)
- Marianne (1864–1953)
- Karl (1868–1945), Wohnungsreformer, Sekretär des „Instituts für Gemeinwohl“, Gründer, Vorsitzender und Geschäftsführer des „Vereins Reichswohnungsgesetz“ (ab 1904 „Deutscher Verein für Wohnungsreform“).

## Leben
Mangoldt studierte ab 1842 Rechts- und Staatswissenschaften an den Universitäten Leipzig, Genf und Tübingen. Er promovierte 1847 bei Johannes Fallati mit der Arbeit: „Die Aufgabe, Stellung und Einrichtung der Sparkassen“. Mangoldt ging nach der Märzrevolution von 1848 nach Sachsen zurück und wurde Herausgeber des Dresdener Journals.
Nach dem Staatsstreich kündigte er und führt seine Forschung in der Politischen Ökonomie fort. Von Januar 1852 bis August 1855 war er Verantwortlicher Redakteur der offiziösen Weimarer Zeitung. Danach ging er nach Göttingen und Freiburg im Breisgau, wo er 1862 seine erste und einzige wissenschaftliche Anstellung bekam.
Sein erstes wichtiges Werk war Die Lehre vom Unternehmergewinn (1855).
Er wird allgemein als klassischer Ökonom bezeichnet, es scheint aber, dass er die neoklassische Idee von Joseph Schumpeters Unternehmertheorie vorweggenommen hat, sowie Alfred Marshalls Preisanalyse und die graphische Repräsentation von Angebot und Nachfrage. Mangoldt führte auch die mathematischen Formulierung in die ökonomische Theorie ein, was von seinen Zeitgenossen nicht sehr beachtet wurde.
Johann Heinrich von Lengerke war sein Schwager.

## Schriften (Auswahl)
- Ueber die Aufgabe, Stellung und Einrichtung der Sparkassen. Tübingen 1847. (Digitalisat)
- Die Lehre vom Unternehmergewinn. Ein Beitrag zur Volkswirthschaftslehre. Teubner, Leipzig 1855. (Digitalisat). Neuauflage: Kessinger, 2010, ISBN 978-1-168-53587-0.
- Grundriß der Volkswirthschaftslehre. Ein Leitfaden für Vorlesungen an Hochschulen und für das Privatstudium. Engelhorn, Stuttgart 1863. (Digitalisat)
  - Faksimile der 1863 in Stuttgart erschienenen Erstausgabe. Komm. von Peter D. Groenewegen, Karl Heinrich Kaufhold und Jochen Schumann. Wirtschaft und Finanzen, 1995, ISBN 978-3-87881-096-4.